# Plaek Pibulsonggram
Plaek Pibulsonggram (tajsko แปลก พิบูลสงคราม), tajski feldmaršal in politik, * 14. julij 1897, † 11. junij 1964.
Med letoma 1938 in 1944 ter med letoma 1948 in 1957 je bil predsednik Vlade Tajske, pri čemer je deloval kot vojaški diktator. Od leta 1957  je živel v izgnanstvu na Japonskem, kjer je leta 1964 umrl zaradi odpovedi srca.